# Sphagnum antarense
Sphagnum antarense là một loài rêu trong họ Sphagnaceae. Loài này được Wijk & Zanten mô tả khoa học đầu tiên năm 1964.